# Змеевик (медальон)
Змеевики́ (змеевы́е лу́ны) — подвесные амулеты, изготовленные из бронзы, меди, реже — серебра, золота, камня, обычно имеющие округлую, овальную, иногда восьмиугольную форму, на лицевой стороне которых изображены христианские святые, на обороте — человеческие головы или фигуры, окаймлённые змеями. Змей может быть от 6 до 14; могут иметься заклинательные надписи. Амулетам приписывалось способность охранять от бедствий и болезней. Древнейшими змеевиками являются византийские.
Иконография головы Горгоны — характерная черта популярных византийских и древнерусских амулетов — «змеевиков», где она является изображением дна — болезнетворного демона. В. Ю. Коваль пишет, что в византийской традиции античная змееногая богиня стала хтоническим демоном — «Сциллой», чей образ и сохранился на амулетах-змеевиках.
Из числа древнерусских наиболее известен золотой змеевик — «Черниговская гривна» XI века, найденный в 1821 году. Судя по надписи, он принадлежал Владимиру Мономаху.
|                     |  | |  |                   |
| Черниговская гривна |  | Яшмовый змеевик. Государственный исторический музей. Оборотная «приличная» сторона с изображением святых. |  | Смоленская гривна |